# Betazoid
Betazoid is een fictief ras uit het Star Trek-universum.

## Betazoids
De Betazoids bewonen de planeet Betazed in het Alfa Kwadrant. De Betazoids zijn lid van de Verenigde Federatie van Planeten. Betazoids ontwikkelen tijdens hun puberteit telepathische en empathische vermogens, waardoor ze vaak kiezen voor een loopbaan als psycholoog of diplomaat, waarbij hun vermogens vaak goed van pas komen. Betazoids hebben een humanoïde vorm en verschillen uiterlijk niet met Aardbewoners, behalve dat hun irissen volledig zwart zijn. Met Ferengi, Breen, Changelings en Doptherianen kunnen Betazoids geen empathisch of telepathisch contact maken.

## Gewoonten
Betazoids hebben enkele voor Aardbewoners buitenissige gewoonten: officiële dinertjes worden begeleid door slagen op een kleine gong, Betazoids van adellijke komaf worden al op zeer jonge leeftijd aan een toekomstige echtgenoot gekoppeld en bij bruiloften zijn zowel de familie als alle gasten naakt.

## Bekende Betazoids
Enkele bekende Betazoids zijn:
- Deanna Troi(Half Betazoid)
- Lwaxana Troi
- Tam Elbrun
- Reittan Grax
- Lon Suder